# Svensk Galopp
Svensk Galopp är huvudorganisationen för den svenska galoppsporten. 
Tillsammans med Svensk Travsport äger Svensk Galopp Aktiebolaget Trav & Galopp (ATG) som genomför spel i samband med hästtävlingar. Alla tre bolagen sitter tillsammans i Hästsportens hus på Solvalla. 